# Maurice Chevaly
Maurice Chevaly, né le 12 décembre 1921 à Manosque et mort le 7 mars 2020 à Marseille, est un écrivain français, comédien, journaliste et conférencier.

## Biographie
Après ses études à Aix-en-Provence, il devient professeur et moniteur d'Art Dramatique, mais également animateur-comédien sur les ondes de l'ex-O.R.T.F. - France Inter dans les années 60. Il est l'auteur de nombreux ouvrages sur la Provence ; certains ont été écrits sous le nom de plume de Zidore Angélus. Très tôt, il s'intéresse au théâtre, son enseignement et sa pratique amateure, grâce à la fréquentation des stages organisés par Charles Dullin, Léon Chancerel, Yves Furet (méthode Stanislavski). À ce titre, il cofonde avec Thyde Monnier, à Manosque et à Digne, des clubs J.L.T. et "Jeunesse 40", de "la Flamme" à Saint-Raphaël, des "Tréteaux" à Juilly et à Colmar, du "Manteau d'Arlequin" à Tournan-en-Brie ; il est également le fondateur de la revue "Toutes-Aures". En tant qu'écrivain, on lui doit une vingtaine d'ouvrages parus à ce jour. Retraité depuis 1981 à Marseille, il présentait encore de nombreuses causeries dans tout le sud-est de la France. Il a été l'ami de Jean Giono dont il est le biographe ("Giono vivant, notre ami Jean le Bleu" et "Giono à Manosque").
En 2002, il a obtenu plusieurs prix dont le Prix Georges Goyau de l'Académie française pour son livre Le Grand Livre de la Provence, de l’Antiquité aux troubadours.

## Publications
- Au Petit Nice,présence de nos 20 ans, J.L.T, 1942.
- Le Chaste, Fayard, 1947.
- Deodat Gridet, Fayard, 1950.
- Fleurs Artificielles. recueil collectif de poèmes. Préface de Jean Giono. Edité à compte d'auteur, 1948, puis la Pensée Universitaire, 1958.
- A la découverte d'un art dramatique vivant. Editions de l'Ecole, 1966.
- La Nouvelle de France, sous le pseudonyme de Jean-Pierre Maurice. Editions Club des Pays Latins, 1966.
- Zidore Angelus parle, parle, parle. Editions Les Paragraphes Littéraires, 1971. Grand prix des nouvelles et récits.
- 14 nouveaux contes de Provence. avec Louis Falavigna. Editions Le Sureau, 1972.
- Le théâtre amateurn guide pratique. Editions Désiris.
- Le Fada. Nouvelles éditions Vollaire. 1973.
- Giono à Manosque, Le Temps parallèle éditions, 1986. Prix Thyde Monnier de la Société des gens de lettres, 1987.
- La Révolte des moutons. Editions Le Temps Parallèle, 1988.
- Jean Genet. Tome 1: L'Amour cannibale. Tome 2: L'Enfer à fleur de peau. Editions Le Temps Parallèle, 1989.
- Zidore Angelus berger et mage de Provence. Editions Le Temps Parallèle, 1989.
- Noël  traditionnel en Provence. Editions Autre Temps,1992.
- La Casbah d'Alger, aux sources des souvenirs. Editions Autre Temps, 1992.
- Histoires de Sorcellerie d'hier et d'aujourd'hui, Autres Temps, 1993.
- La Médecine populaire ou la Magie des plantes, Autres Temps, 1994.
- Giono vivant, notre ami Jean le Bleu. Editions Autre Temps, 1995.
- Le Grand Livre de la Provence, de l’Antiquité aux troubadours, 4 vol., Autres Temps, 2001-2010.
- Le Théâtre, Autres Temps, 2006.
- Le Roman de la Provence, Autres Temps, 2008.
- Vie avec toi, poèmes et contes. Editions Autre Temps, 2014.